# Nhóm Messier 101
Nhóm Messier 101 là tên của một nhóm thiên hà nằm trong chòm sao Đại Hùng. Tên của thiên hà này được đặt theo tên của thiên hà sáng nhất nhóm này là thiên hà Chong Chóng (Messier 101). Hầu hết các thiên hà thành viên của nhóm này thiên hà đồng hành của Messier 101. Nhóm này là một trong nhiều nhóm nằm trong siêu đám Xử Nữ.
Giá trị xích kinh và độ nghiêng của nó lần lượt là 14h 04m và +54° 31′

## Thiên hà thành viên
Bảng bên dưới liệt kê tên các thiên hà chắc chắn là nằm trong nhóm thiên hà này dựa theo biên mục các thiên hà gần đây, kết quả của cuộc khảo sát thực hiện bởi Fouque et al., biên mục nhóm thiên hà Lyons và ba danh sách nhóm thiên hà được tạo ra dựa trên mẫu của thiên hà quang học gần đó (tiếng Anh: Nearby Optical Galaxy) của Giuricin et al.
| Tên      | Loại thiên hà | Xích kinh (J2000) | Độ nghiêng (J2000) | Giá trị dịch chuyển đỏ (km/s) | Cấp sao biểu kiến |
| -------- | ------------- | ----------------- | ------------------ | ----------------------------- | ----------------- |
| (M101)   | SAB(rs)cd     | 14h 03m 12.6s     | +54° 20′ 57″       | 241 ± 2                       | 8.3               |
| NGC 5204 | SA(s)m        | 13h 29m 36.5s     | +58° 25′ 07″       | 201 ± 1                       | 11.7              |
| NGC 5474 | SA(s)cd pec   | 14h 05m 01.6s     | +53° 39′ 44″       | 273 ± 9                       | 11.3              |
| NGC 5477 | SA(s)m        | 14h 05m 33.2s     | +54° 27′ 39″       | 304 ± 5                       | 14.4              |
| NGC 5585 | SAB(s)d       | 14h 19m 48.2s     | +56° 43′ 45″       | 293 ± 2                       | 11.2              |
| UGC 8837 | IB(s)m        | 13h 54m 45.8s     | +53° 54′ 03″       | 144 ± 3                       | 13.8              |
| UGC 9405 | Im            | 14h 35m 24.4s     | +57° 15′ 19″       | 222 ± 6                       | 17                |

Các thiên hà có thể là nằm trong nhóm này (do được liệt kê trong hai hoặc nhiều hơn các danh sách trên) là một thiên hà vô định hình NGC 5238 và UGC 8508.

## Nhóm lân cận
Nhóm Messier 51 (bao gồm thiên hà Chong Chóng và thiên hà Hoa Hướng Dương) nằm ở phía đông nam của nhóm Messier 101 và nhóm NGC 5866 thì ở phía tây bắc. Khoảng cách của ba nhóm này với chúng ta thì khá tương tự nhau (có dựa trên khoảng cách của từng thiên hà thành viên). Do vậy, ba nhóm này có thể là một phần của một cấu trúc lớn, kéo dài và thưa thớt. Tuy nhiên hầu hết các phương pháp nhận dạng nhóm (bao gồm cả các phương pháp được sử dụng bởi các tài liệu tham khảo được trích dẫn ở trên) xác định ba nhóm này là ba nhóm riêng biệt.